# WTA Hobart
Das WTA Hobart (offiziell Hobart International) ist ein Damen-Tennisturnier der WTA Tour, das in der australischen Stadt Hobart ausgetragen wird.
2018 wurde ein neuer Siegerpokal vorgestellt, der zu Ehren von Angie Cunningham nach ihr benannt wurde.

## Spielstätte

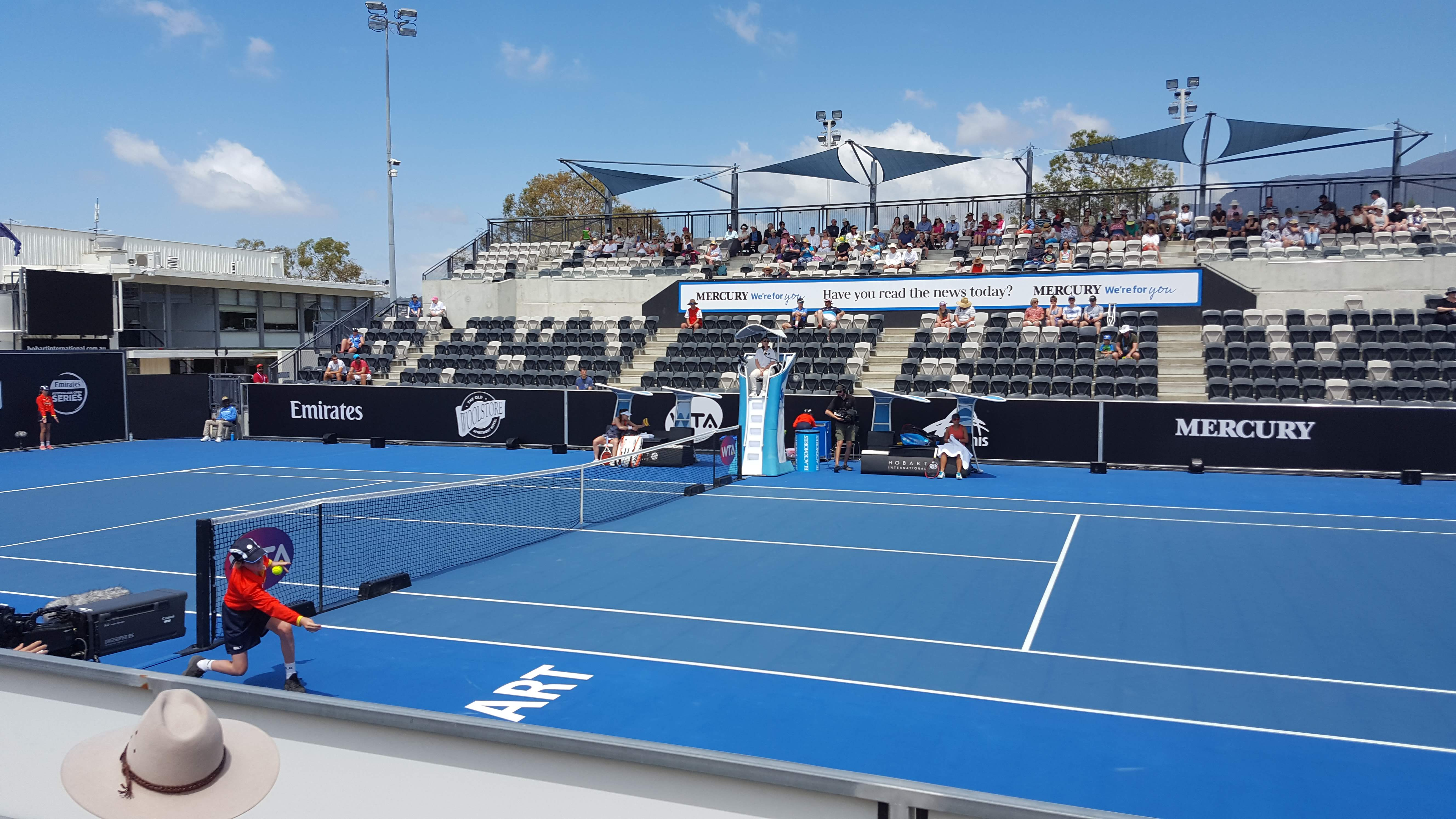
Domain Tennis Centre während des Hobart International 2019

Ausgetragen wird das Turnier im Domain Tennis Centre, das im Dezember 1964 fertiggestellt und 2011 renoviert wurde. Der Hauptplatz wurde für 2.500 Zuschauer konzipiert. Insgesamt verfügt die Anlage über sechs Hart-, fünf Sand- und sieben Kunstrasenplätze.

## Siegerliste

### Einzel
| Jahr                         | Siegerin                                              | Finalgegnerin                                         | Ergebnis                                              |                                                       |
| ---------------------------- | ----------------------------------------------------- | ----------------------------------------------------- | ----------------------------------------------------- | ----------------------------------------------------- |
| ↓ Kategorie: Tier IV ↓       |                                                       |                                                       |                                                       |                                                       |
| 1994                         | Mana Endō                                             | Rachel McQuillan                                      | 6:1, 6:71, 6:4                                        |                                                       |
| 1995                         | Leila Mes’chi                                         | Li Fang                                               | 6:2, 6:3                                              |                                                       |
| 1996                         | Julie Halard-Decugis                                  | Mana Endō                                             | 6:1, 6:2                                              |                                                       |
| 1997                         | Dominique Van Roost                                   | Marianne Werdel-Witmeyer                              | 6:3, 6:3                                              |                                                       |
| 1998                         | Patty Schnyder                                        | Dominique Van Roost                                   | 6:3, 6:2                                              |                                                       |
| ↓ Kategorie: Tier IVb ↓      |                                                       |                                                       |                                                       |                                                       |
| 1999                         | Chanda Rubin                                          | Rita Grande                                           | 6:2, 6:3                                              |                                                       |
| 2000                         | Kim Clijsters                                         | Chanda Rubin                                          | 2:6, 6:2, 6:2                                         |                                                       |
| ↓ Kategorie: Tier V ↓        |                                                       |                                                       |                                                       |                                                       |
| 2001                         | Rita Grande                                           | Jennifer Hopkins                                      | 0:6, 6:3, 6:3                                         |                                                       |
| 2002                         | Martina Suchá                                         | Anabel Medina Garrigues                               | 7:67, 6:1                                             |                                                       |
| 2003                         | Alicia Molik                                          | Amy Frazier                                           | 6:2, 4:6, 6:4                                         |                                                       |
| 2004                         | Amy Frazier                                           | Shinobu Asagoe                                        | 6:3, 6:3                                              |                                                       |
| 2005                         | Zheng Jie                                             | Gisela Dulko                                          | 6:2, 6:0                                              |                                                       |
| ↓ Kategorie: Tier IV ↓       |                                                       |                                                       |                                                       |                                                       |
| 2006                         | Michaëlla Krajicek                                    | Iveta Benešová                                        | 6:2, 6:1                                              |                                                       |
| 2007                         | Anna Tschakwetadse                                    | Wassilissa Bardina                                    | 6:3, 7:63                                             |                                                       |
| 2008                         | Eleni Daniilidou                                      | Wera Swonarjowa                                       | kampflos                                              |                                                       |
| ↓ Kategorie: International ↓ |                                                       |                                                       |                                                       |                                                       |
| 2009                         | Petra Kvitová                                         | Iveta Benešová                                        | 7:5, 6:1                                              |                                                       |
| 2010                         | Aljona Bondarenko                                     | Shahar Peer                                           | 6:2, 6:4                                              |                                                       |
| 2011                         | Jarmila Groth                                         | Bethanie Mattek-Sands                                 | 6:4, 6:3                                              |                                                       |
| 2012                         | Mona Barthel                                          | Yanina Wickmayer                                      | 6:1, 6:2                                              |                                                       |
| 2013                         | Jelena Wesnina                                        | Mona Barthel                                          | 6:3, 6:4                                              |                                                       |
| 2014                         | Garbiñe Muguruza                                      | Klára Zakopalová                                      | 6:4, 6:0                                              |                                                       |
| 2015                         | Heather Watson                                        | Madison Brengle                                       | 6:3, 6:4                                              |                                                       |
| 2016                         | Alizé Cornet                                          | Eugenie Bouchard                                      | 6:1, 6:2                                              |                                                       |
| 2017                         | Elise Mertens                                         | Monica Niculescu                                      | 6:3, 6:1                                              |                                                       |
| 2018                         | Elise Mertens                                         | Mihaela Buzărnescu                                    | 6:1, 4:6, 6:2                                         |                                                       |
| 2019                         | Sofia Kenin                                           | Anna Karolína Schmiedlová                             | 6:3, 6:0                                              |                                                       |
| 2020                         | Jelena Rybakina                                       | Zhang Shuai                                           | 7:67, 6:3                                             |                                                       |
| 2021                         | aufgrund der COVID-19-Pandemie in Australien abgesagt | aufgrund der COVID-19-Pandemie in Australien abgesagt | aufgrund der COVID-19-Pandemie in Australien abgesagt | aufgrund der COVID-19-Pandemie in Australien abgesagt |
| 2022                         | aufgrund der COVID-19-Pandemie in Australien abgesagt | aufgrund der COVID-19-Pandemie in Australien abgesagt | aufgrund der COVID-19-Pandemie in Australien abgesagt | aufgrund der COVID-19-Pandemie in Australien abgesagt |
| ↓ Kategorie: 250 ↓           |                                                       |                                                       |                                                       |                                                       |
| 2023                         | Lauren Davis                                          | Elisabetta Cocciaretto                                | 7:60, 6:2                                             |                                                       |
| 2024                         | Emma Navarro                                          | Elise Mertens                                         | 6:1, 4:6, 7:5                                         |                                                       |
| 2025                         | McCartney Kessler                                     | Elise Mertens                                         | 6:4, 3:6, 6:0                                         |                                                       |

### Doppel
| Jahr                         | Siegerinnen                                           | Finalgegnerinnen                                      | Ergebnis                                              |                                                       |
| ---------------------------- | ----------------------------------------------------- | ----------------------------------------------------- | ----------------------------------------------------- | ----------------------------------------------------- |
| ↓ Kategorie: Tier IV ↓       |                                                       |                                                       |                                                       |                                                       |
| 1994                         | Linda Harvey-Wild Chanda Rubin                        | Jenny Byrne Rachel McQuillan                          | 7:5, 4:6, 7:61                                        |                                                       |
| 1995                         | Kyōko Nagatsuka (1) Ai Sugiyama                       | Manon Bollegraf Larisa Neiland                        | 2:6, 6:4, 6:2                                         |                                                       |
| 1996                         | Yayuk Basuki Kyōko Nagatsuka (2)                      | Kerry-Anne Guse Park Sung-hee                         | 7:67, 6:3                                             |                                                       |
| 1997                         | Naoko Kijimuta Nana Miyagi                            | Barbara Rittner Dominique Van Roost                   | 6:3, 6:1                                              |                                                       |
| 1998                         | Virginia Ruano Pascual Paola Suárez                   | Julie Halard-Decugis Janette Husárová                 | 7:66, 6:3                                             |                                                       |
| ↓ Kategorie: Tier IVb ↓      |                                                       |                                                       |                                                       |                                                       |
| 1999                         | Mariaan de Swardt Olena Tatarkowa                     | Alexia Dechaume-Balleret Émilie Loit                  | 6:1, 6:2                                              |                                                       |
| 2000                         | Rita Grande (1) Émilie Loit                           | Kim Clijsters Alicia Molik                            | 6:2, 2:6, 6:3                                         |                                                       |
| ↓ Kategorie: Tier V ↓        |                                                       |                                                       |                                                       |                                                       |
| 2001                         | Cara Black Jelena Lichowzewa                          | Ruxandra Dragomir Virginia Ruano Pascual              | 6:4, 6:1                                              |                                                       |
| 2002                         | Tathiana Garbin Rita Grande (2)                       | Catherine Barclay Christina Wheeler                   | 6:2, 7:63                                             |                                                       |
| 2003                         | Cara Black Jelena Lichowzewa                          | Barbara Schett Patricia Wartusch                      | 7:5, 7.61                                             |                                                       |
| 2004                         | Shinobu Asagoe Seiko Okamoto                          | Els Callens Barbara Schett                            | 2:6, 6:4, 6:3                                         |                                                       |
| 2005                         | Yan Zi Zheng Jie                                      | Anabel Medina Garrigues Dinara Safina                 | 6:4, 7:5                                              |                                                       |
| ↓ Kategorie: Tier IV ↓       |                                                       |                                                       |                                                       |                                                       |
| 2006                         | Émilie Loit Nicole Pratt                              | Jill Craybas Jelena Kostanić                          | 6:2, 6:1                                              |                                                       |
| 2007                         | Jelena Lichowzewa Elena Wesnina                       | Anabel Medina Garrigues Virginia Ruano Pascual        | 2:6, 6:1, 6:2                                         |                                                       |
| 2008                         | Anabel Medina Garrigues Virginia Ruano Pascual        | Eleni Daniilidou Jasmin Wöhr                          | 6:2, 6:4                                              |                                                       |
| ↓ Kategorie: International ↓ |                                                       |                                                       |                                                       |                                                       |
| 2009                         | Gisela Dulko Flavia Pennetta                          | Aljona Bondarenko Kateryna Bondarenko                 | 6:2, 7:64                                             |                                                       |
| 2010                         | Chuang Chia-jung Květa Peschke                        | Chan Yung-jan Monica Niculescu                        | 3:6, 6:3, [10:7]                                      |                                                       |
| 2011                         | Sara Errani Roberta Vinci                             | Kateryna Bondarenko Līga Dekmeijere                   | 6:3, 7:5                                              |                                                       |
| 2012                         | Irina-Camelia Begu Monica Niculescu (1)               | Chuang Chia-jung Marina Eraković                      | 6:74, 7:64, [10:5]                                    |                                                       |
| 2013                         | Garbiñe Muguruza Blanco María Teresa Torró Flor       | Tímea Babos Mandy Minella                             | 6:3, 7:65                                             |                                                       |
| 2014                         | Monica Niculescu (2) Klára Zakopalová                 | Lisa Raymond Zhang Shuai                              | 6:2, 6:75, [10:8]                                     |                                                       |
| 2015                         | Kiki Bertens Johanna Larsson                          | Witalija Djatschenko Monica Niculescu                 | 7:5, 6:3                                              |                                                       |
| 2016                         | Han Xinyun Christina McHale                           | Kimberly Birrell Jarmila Wolfe                        | 6:3, 6:0                                              |                                                       |
| 2017                         | Iona Raluca Olaru Olha Sawtschuk                      | Gabriela Dabrowski Yang Zhaoxuan                      | 0:6, 6:4, [10:5]                                      |                                                       |
| 2018                         | Elise Mertens Demi Schuurs                            | Ljudmyla Kitschenok Makoto Ninomiya                   | 6:2, 6:2                                              |                                                       |
| 2019                         | Chan Hao-ching Latisha Chan                           | Kirsten Flipkens Johanna Larsson                      | 6:3, 3:6, [10:6]                                      |                                                       |
| 2020                         | Nadija Kitschenok Sania Mirza                         | Peng Shuai Zhang Shuai                                | 6:4, 6:4                                              |                                                       |
| 2021                         | aufgrund der COVID-19-Pandemie in Australien abgesagt | aufgrund der COVID-19-Pandemie in Australien abgesagt | aufgrund der COVID-19-Pandemie in Australien abgesagt | aufgrund der COVID-19-Pandemie in Australien abgesagt |
| 2022                         | aufgrund der COVID-19-Pandemie in Australien abgesagt | aufgrund der COVID-19-Pandemie in Australien abgesagt | aufgrund der COVID-19-Pandemie in Australien abgesagt | aufgrund der COVID-19-Pandemie in Australien abgesagt |
| ↓ Kategorie: 250 ↓           |                                                       |                                                       |                                                       |                                                       |
| 2023                         | Kirsten Flipkens Laura Siegemund                      | Viktorija Golubic Panna Udvardy                       | 6:4, 7:5                                              |                                                       |
| 2024                         | Chan Hao-ching Giuliana Olmos                         | Guo Hanyu Jiang Xinyu                                 | 6:3, 6:3                                              |                                                       |
| 2025                         | Jiang Xinyu Wu Fang-hsien                             | Monica Niculescu Fanny Stollár                        | 6:1, 7:66                                             |                                                       |